# لينالول
يشير اسم لينالولإلى إثنين من المتصاوغات المرآتية لتربين كحول يحدث طبيعيًا في العديد من الزهور ونباتات التوابل. لهذه المواد العديد من الاستخدامات التجارية وغالبيتها تستخدمها لإضافة رائحة جميلة (ورائحتها تشبه رائحة الزهور مع قليل من رائحة التوابل).

## الاستخدام
يُستخدم اللينالول لإعطاء رائحة في من 60% إلى 80% من منتجات التعقيم وعناصر التنظيف ذات الرائحة، وتشمل هذه المنتجات الصابون، والمنظفات، والشامبو، واللوشن.
كما يستخدم اللينلول في الكشف الكيميائي. فيتامين إي هو واحد من أشهر المنتجات الثانوية التي تأتي من  اللينالول.
بالإضافة إلى ذلك يستخدم أخصائي الحشرات اللينالول لإبادة حشرات مثل البراغيث، وذبابة الفاكهة، والصراصير. كما أن يُمكن استخدامه للسيطرة على فراشة التفاح حيث أن اللينالول له أثر تآزري على فيرومون في فراشة التفاح يُسمى كودلمون هو يزيد اجتذاب ذكور فراشة التفاح.
يُستخدم اللينالول في بعض منتجات طرد الناموس. ولكن توضح وكالة حماية البيئة الأمريكية أن المنتجات التي تحتوي على اللينالول مكونًا أساسيًا لطرد الناموس قد لا تكون فعالة.